# Xaver Knaup

Xaver Knaup

Franz Xaver Knaup (* 27. August 1893 in Altena; † 21. November 1950 in Würzburg) war ein deutscher Politiker (NSDAP).

## Leben und Wirken
Nach dem Besuch der Volksschule und einer katholischen Privatschule absolvierte Knaup eine vierjährige Lehre bei der Verwaltung der Provinzialbahn von Pommern. Vom 16. Oktober 1912 bis 1919 gehörte Knaup der preußischen Armee an, zuletzt im Rang eines Vizefeldwebels. Im Ersten Weltkrieg wurde er mit dem Eisernen Kreuz II. Klasse und dem Ehrenkreuz ausgezeichnet. 
Seit dem Januar 1920 war Knaup als Angestellter in der Industrie tätig. Zum 1. August 1930 trat Knaup der NSDAP bei (Mitgliedsnummer 278.720) und wurde sogleich Ortsgruppenleiter in Kahl. Von Ende 1930 bis Mitte April 1936 fungierte er als Kreisleiter des Kreises Alzenau Mainfranken der Partei. Am 15. April 1936 übernahm er schließlich den Posten des Kreisleiters von Würzburg Stadt und Land, den er bis Mitte April 1943 innehatte. In dieser Eigenschaft organisierte er unter anderem die antijüdischen Pogrome in Würzburg im Rahmen der Reichskristallnacht am 9. November 1938.
Von Oktober 1933 bis zum 1. Januar 1938 amtierte Knaup außerdem als Gauschulungsleiter des Gaues Mainfranken. Hinzu kamen die Mitgliedschaft im Bezirksausschuss Alzenau und im Hauptausschuss des Bayerischen Gemeindetages sowie das Amt des II. Bürgermeisters von Kahl. Als Nachfolger des Kreisleiters Karl Clement gehörte Knaup von Juli 1936 bis 1942 auch dem Würzburger Stadtrat an. Hierzu wurde ihm, da er 1936 noch kein Jahr in Würzburg wohnhaft war, vorzeitig das Bürgerrecht der Stadt verliehen.
Von April 1932 bis zur Auflösung dieser Körperschaft im Herbst 1933 war Knaup Mitglied des Bayerischen Landtages. Danach saß er von November 1933 bis zum Ende der NS-Herrschaft im Frühjahr 1945 als Abgeordneter für den Wahlkreis 26 (Franken) im nationalsozialistischen Reichstag. Nach Einsätzen in Skandinavien war er ab dem 17. April 1943 Kreisleiter in Litzmannstadt (Lodz). In der SA erreichte er den Rang eines Obersturmbannführers. Während des Zweiten Weltkrieges war er von 1941 bis 1943 beratend bei der „Fylkesförer der Nasjonal Samling“ tätig und ab November 1942 parallel Beauftragter der NSDAP/AO für Groß-Oslo.
Im August 1950 wurde Knaup wegen eines Falles von Freiheitsberaubung aus dem Jahr 1940 zu einer dreijährigen Haftstrafe verurteilt.